# Pasirlawang
Pasirlawang is een bestuurslaag in het regentschap Ciamis van de provincie West-Java, Indonesië. Pasirlawang telt 3447 inwoners (volkstelling 2010).